# Glatzschneid
Glatzschneid är en bergsrygg i Österrike. Den ligger i förbundslandet Tyrolen, i den centrala delen av landet, 300 km väster om huvudstaden Wien. Glatzschneid ligger 2 910 meter över havet. Glatzschneid ligger strax söder om bergspasset Pfortscharte. Den högsta punkten i närheten är Grossglockner, 3 798 meter över havet, 4,0 km norr om Glatzschneid. Närmaste större samhälle är Matrei in Osttirol, 14 km väster om Glatzschneid.